# Rezanje laserom
Rezanje laserom je tehnologija koja koristi laser za rezanje materijala, i uglavnom se koristi za industrijsku primenu, ali sve češće se koristi i u školama, malim preduzećima i kod hobista. Rezanje laserom radi tako da se direktno kontroliše izlazna snaga lasera, delujući obično kompjuterom. Materijal se ili topi, ili izgara, ili isparava, ili ga oduva mlaz vazduha pod pritiskom, ostavljajući visoko kvalitetne rubove reza. Ne režu se samo limovi, nego i profili i cevi. Mašinska obrada laserskim snopom je najpogodnija za lomljive materijale niske prodljivosti, mada se može koristiti na većini materijala.

## Vrste lasera
Kod rezanja laserom koriste se 3 vrste lasera. 2 laser je pogodan za rezanje, bušenje i graviranje. Nd laser i Nd:YAG laseri su slični laseri, a razlikuju se po primeni. Nd laser se koristi za bušenje, gde je potrebna velika snaga, ali s malo ponavljanja. Nd:YAG laser se koristi za velike snage kod bušenja i graviranja, s velikim brojem ponavljanja. Svi ovi laseri se mogu koristiti i kod zavarivanja.
2 laseri obično za lasersku pumpu koriste prolaz električne struje kroz mešavinu gasa (jednosmerna struja) ili korištenjem radio frekventne energije, koja je novija metoda. Budući da pobuda sa istosmernom strujom, zahteva da se elektrode nalaze unutar optičkog rezonatora, može doći do trošenja elektroda i do stvaranja naslaga materijala s elektroda na staklu i ogledalima. Zato se i počelo sa korištenjem radio frekvencije, da se izbjegnu ti problemi. 
2 laseri se koriste u industriji za rezanje mnogih materijala: meki čelik, aluminijum, nerđajući čelik, titanijum, papir, vosak, drvo i tkanine. YAG laseri se prvenstveno koriste za rezanje i označavanje metala i keramike. 
Osim izvora snage, za karakteristike rada može uticati i način mešanja i protoka gasa unutar optičkog rezonatora. Kod brzih aksijalnih protoka, mešavina uglen-dioksida, helijuma i azota, kruži sa velikim brzinama, pogonjena turbinom ili ventilatorom. Kod poprečnog toka, mešavina vazduha se meša s manjim brzinama i za to treba manji ventilator. Kod novijih rešenja, imamo difuziono hlađenje sa statičkim poljem spolja, tako da se štedi na održavanju i zameni delova.
Stvaranje laserskih zraka i vanjska optika (uključujući i fokusne leće), zahtevaju hlađenje. Zavisno od veličine i rasporeda, ogromna količina toplote treba bite odvedena sa rashladnim sredstvom. Najbolje rešenje je voda, u zatvorenom rashladnom sistemu.
| Laserski medijum | Primena                                                         |
| ---------------- | --------------------------------------------------------------- |
| 2                | Bušenje Rezanje/označavanje, graviranje                         |
|                  | Visoko energetski impulsi Mala brzina ponavljanja (1 ) Bušenje  |
|                  | Vrlo visoki energetski impulsi Bušenje, graviranje, podešavanje |

### Laserski mikromlaz vode
Laserski mikromlaz vode je vrsta lasera, kod kojeg impulsni laserski zrak deluje zajedno sa mlazom vode, pod malim pritiskom. Prednost je što mlaz vode odstranjuje ostatke materijala nakon rezanja, ima veliku brzinu rezanja pločica, paralelan rez i mogućnost rezanja u više smerova.

## Postupak rezanja
Kod rezanja plazmom, obično je debljina laserskog zraka manja od 0,3 mm, a moguće je ostvariti debljinu rezanja i manju od 0,1 mm. Kod rezanja treba napomenuti da prvo treba izbušiti rupu kroz materijal, a za to se koristi velika snaga lasera, i traje obično 5 do 15 sekundi, za 14 mm debljine lima od nerđajućeg čelika. 
Laserski izlazni zrak je paralelan i debljine od 1,5 do 12,5 mm, a zatim se fokusira sa lećama i ogledalima na veoma malu tačku, ponekad do 0,025 mm, da se stvori laserski zrak velikog intenziteta. Da bi se ostvarila mala površinska hrapavost na materijalu, laserski zrak je potrebno polarizirati.

### Rezanje isparavanjem
Kod rezanja isparavanjem, fokusiran zrak gre materijal do tačke isparavanja, stvarajući malo suženje. To suženje postaje sve dublje, budući se materijal koji isparava odstranjuje iduvavanje. Ovaj metod se koristi za drvo, ugljenik i termoplastike.

### Topljenje i izduvavanje
Ovaj metod koristi gas pod velikim pritiskom za izduvavanje otopljenog materijala, sa mesta rezanja, znatno smanjujući potrebnu snagu za laser. Tom metodom se obično režu metali.

### Toplotno pucanje
Staklo je veoma osetljivo na toplotne lomove, pa se laserski zrak fokusira na površinu, stvarajući toplotu na maloj površini, sve dok se ne pojavi lom. Zatim se lom vodi sa laserskim zrakom povećanom brzinom.

### Odvajanje tankih pločica
Odvajanje tankih pločica poluprovodnika se vrši sa Nd:YAG laserom, koji ima radnu talasnu dužinu 1064 nm, koja je prilagođena spektralnoj liniji silicijuma (1,11 eV ili 1117 nm).

### Rezanje plamenom
Taj postupak je sličan klasičnom gasnom rezanju sa kiseonikom i acetilenom, i obično se koristi za čelicne limove deblje od 1 mm. Mogu se rezati i vrlo debeli limovi, sa relativno malom snagom lasera.

### Tolerancije i površinska obrada
Nove generacije lasera imaju tačnost pozicioniranja i rezanja do 0,01 mm. Standardna površinska hrapovost se povećava sa debljinom lima, ali se smanjuje što je veća snaga lasera i brzina rezanja. Tako na primer, ako se reže sa laserom snage 800 W, standardna hrapavost površine  je za 1 mm lim 10 μm, za lim 3 mm je 20 μm, a za lim 6 mm je 25 μm. Može se koristiti formula:
Gdje je S – debljina lima (mm), P – snaga lasera (kW) i V – brzina rezanja (m/min) 
Rezanje plazmom može održati veoma dobre tolerancije obrade, manje od 0,025 mm. Paralelnost površine nakon obrade radnog komada može biti između 0,003 do 0,006 mm.

## Postavke alatnog stroja
Kod rezanja plazmom uglavnom postoje 3 postavke: kretanje radnog komada, mešano kretanje i kretanje laserske glave. Uobičajeno je da se glava za rezanje označava sa Z osom, dok su ostale ose radnog komada, X i Y osa.
Kod kretanja radnog komada, laserska glava za rezanje je nepomična. Takva postavka je jednostavna, ali je i rezanje plazmom najsporije. Kod mešanog kretanja, radni komad se kreće obično po dužoj X osi, dok se laserska glava kreće po kraćoj Y osi, pa daje brže rezanje. Kada se laserska glava samo kreće, dobivaju se najveće brzine rezanja, radni komad miruje i uglavnom nije potreno stezanje. Kod najnovijih generacija laserskog rezanja, moguće je održavati celo vreme istu udaljenost između laserske glave i radnog komada, što daje najbolje rezultate. 

## Prednosti i nedostaci
Prednost rezanja laserom, u odnosu na klačicno mehaničko rezanje, je pre svega u jednostavnijem stezanju radnog komada i smanjuje se promena strukture materijala radnog komada, jer kod mehaničkog rezanja, alat za rezanje i radni komad su u dodiru. Preciznost rezanja je bolja, budući se laserski zrak ne troši s vremenom. Smanjena je i deformacija radnog komada nakon rezanja, a rezanje laserom stvara i malu zonu uticaja topline (ZUT), gde dolazi do promene strukture materijala i mehaničkih svojstava. Neke materijale je gotovo nemoguće rezati na tradicionalni način. 
Rezanje laserom u odnosu na rezanje plazmom daje veću preciznost i troši manje energije kada se režu limovi, ali rezanje plazmom omogućuje rezanje debljih limova. Novije generacije su vrlo blizu rezanju plazmom, što se tiče debljine lima, ali su i takve mašine skuplje.
Glavni nedostatak rezanja plazmom je velika potrošnja energije. Industrijski laseri imaju stupanj efikasnosti od 5 do 15%. 
| Materijal        | Debljina materijala (mm) | Debljina materijala (mm) | Debljina materijala (mm) | Debljina materijala (mm) | Debljina materijala (mm) | Debljina materijala (mm) |
| Materijal        | 0,5                      | 1                        | 2                        | 35                       | 6                        |                          |
| ---------------- | ------------------------ | ------------------------ | ------------------------ | ------------------------ | ------------------------ | ------------------------ |
| Nehrđajući čelik | 1000                     | 1000                     | 1000                     | 500                      | 250                      |                          |
| Aluminijum       | 1000                     | 1000                     | 1000                     | 3800                     | 10000                    |                          |
| Meki čelik       | -                        | 400                      | -                        | 500                      | -                        |                          |
| Titanijum        | 250                      | 210                      | 210                      | -                        | -                        |                          |
| Iverica          | -                        | -                        | -                        | -                        | 650                      |                          |
| Bor/epoksi       | -                        | -                        | -                        | 3000                     | -                        |                          |

## Produktivnost
Za standardne industrijske procese, kao što je snaga mašine 1 kW i rezanje limova od 1 do 2 mm, rezanje laserom može biti i do 30 puta brže, u odnosu na klasične mašine za rezanje. 
| Materijal radnog komada | Debljina materijala | Debljina materijala | Debljina materijala | Debljina materijala | Debljina materijala | Debljina materijala | Debljina materijala |
| ----------------------- | ------------------- | ------------------- | ------------------- | ------------------- | ------------------- | ------------------- | ------------------- |
| Materijal radnog komada | 0,02                | 0,04                | 0,08                | 0,125               | 0,25                | 0,5                 | inch                |
| Materijal radnog komada | 0,508               | 1,016               | 2,032               | 3,175               | 6,35                | 12,7                | mm                  |
| Nerđajući čelik         | 1000                | 550                 | 325                 | 185                 | 80                  | 18                  |                     |
| Aluminijum              | 800                 | 350                 | 150                 | 100                 | 40                  | 30                  |                     |
| Meki čelik              | -                   | 210                 | 185                 | 150                 | 100                 | 50                  |                     |
| Titanijum               | 300                 | 300                 | 100                 | 80                  | 60                  | 40                  |                     |
| Iverica                 | -                   | -                   | -                   | -                   | 180                 | 45                  |                     |
| Bor/epoksi              | -                   | -                   | -                   | 60                  | 60                  | 25                  |                     |

## Istorijske činjenice
Godine 1965. se počeo koristiti laser za bušenje dijamanta. Tu mašinu je napravio Zapadni istraživački centar elektirčnog inženjerstva. Godine 1967. u Velikoj Britaniji se počeo koristiti kiseonik za pomoć kod rezanja metala. U 1970-tim se uvodi lasersko rezanje za titanijum, u avionskoj industriji. U to vreme, CO2 laser se prilagodio za rezanje i nemetalnih materijala, kao što je tekstil. 

## Literatura
- Bromberg, Joan (1991). The Laser in America, 1950-1970. MIT Press. ISBN 978-0-262-02318-4.
- Oberg, Erik; Jones, Franklin D.; Horton, Holbrook L.; Ryffel, Henry H. (2004). Machinery’s Handbook (27th изд.). New York, NY: Industrial Press Inc. ISBN 978-0-8311-2700-8.
- Todd, Robert H.; Allen, Dell K.; Alting, Leo (1994). Manufacturing Processes Reference Guide. Industrial Press Inc. ISBN 978-0-8311-3049-7.
- Bovatsek, Jim; Tamhankar, Ashwini; Patel, Rajesh (1. 11. 2012). „Ultraviolet lasers: UV lasers improve PCB manufacturing processes”. Laser Focus World. Приступљено 20. 7. 2014.
- Meier, Dieter J.; Schmidt, Stephan H. (2002). „PCB Laser Technology for Rigid and Flex HDI – Via Formation, Structuring, Routing” (PDF). LPKF Laser and Electronics. Архивирано из оригинала (PDF) 17. 12. 2015. г. Приступљено 20. 7. 2014.
- Gan, E.K.W.; Zheng, H.Y.; Lim, G.C. (2000). „Laser drilling of micro-vias in PCB substrates”. doi:10.1109/EPTC.2000.906394.
- Kestenbaum, A.; D'Amico, J.F.; Blumenstock, B.J.; DeAngelo, M.A. (1990). „Laser drilling of microvias in epoxy-glass printed circuit boards”. doi:10.1109/33.62548.
- Paulo, Davim (2013). Nontraditional Machining Processes: Research Advances. Springer. ISBN 978-1447151784.
- Amitabh Ghosh and Asok Kumar Mallik (2010). „Unconventional Machining Processes”. Manufacturing Science (2nd изд.). East-west press. стр. 396—403. ISBN 978-81-7671-063-3.